# Gymnogramma remota
Gymnogramma remota là một loài dương xỉ trong họ Pteridaceae. Loài này được Moore, Salom. mô tả khoa học đầu tiên năm 1883.
Danh pháp khoa học của loài này chưa được làm sáng tỏ. 